# Roland Dorgelès
Roland Dorgelès (pronunție în franceză [dɔʁʒəlɛs]; n. 15 iunie 1885, Amiens, Franța – d. 18 martie 1973, Paris, Région parisienne, Franța) a fost un romancier francez, membru al Academiei Goncourt.

## Biografie
Născut în Amiens, Somme, sub numele de Roland Lecavelé (el a adoptat pseudonimul Dorgelès după orașul balnear Argelès unde obișnuia să meargă adesea), și-a petrecut copilăria la Paris.
Autor prolific, el este cel mai cunoscut pentru romanul Crucile de lemn („Les croix de bois”), distins cu Premiul Femina, un studiu emoționant al Primului Război Mondial, în care a luptat. Acesta a fost publicat în 1919 (traducerea în limba engleză realizată de William Heinemann a apărut în 1920).
Dorgelès a făcut parte, alături de Florence Meyer Blumenthal, din juriul care a acordat Premiul Blumenthal, o subvenție atribuită între 1919 și 1954 tinerilor pictori, sculptori, decoratori, gravori, scriitori și muzicieni francezi.

## Legături externe
- Crucile de lemn on-line Arhivat în 15 octombrie 2017, la Wayback Machine.